# خانه وایت هوس
خانه وایت هوس مربوط به دوره پهلوی است و در شهرستان کنگان، بخش مرکزی، شهر طاهری، کنار ساحل، روبروی اسکله طاهری واقع شده و این اثر در تاریخ ۲۸ اسفند ۱۳۸۵ با شمارهٔ ثبت ۱۸۷۱۵ به‌عنوان یکی از آثار ملی ایران به ثبت رسیده است.